# Suède aux Jeux olympiques de la jeunesse d'hiver de 2012
La Suède a participé aux Jeux olympiques de la jeunesse d'hiver de 2012 à Innsbruck en Autriche du 13 au 22 janvier 2012. Le comité olympique suédois a annoncé l'équipe le 20 décembre 2011.

## Médaillés
| Médaille | Nom | Sport                                                                            | Épreuve         | Date       |
| --- | --- | -------------------------------------------------------------------------------- | --------------- | ---------- |
| Or | Magdalena Fjällström | Ski alpin                                                                        | Combiné femmes  | 15 janvier |
| Médaille d'or, Jeux olympiques                                                                               | Équipe de Suède de hockey sur glace féminin \| - Emmy Alasalmi - Kristin Andersson - Matildah Andersson - Sara Besseling - Lina Bäcklin - Johanna Eidensten \| - Wilma Ekström - Maria Fuhrberg - Jessica Hjort - Rebecca Höglund - Anna Johansson - Anna Kjellbin \| - Sabina Küller - Cajsa Lillbäck - Amanda Lindberg - Linn Petersson - Malin Wong \| | Hockey sur glace                                                                 | Tournoi féminin | 22 janvier |
| Argent | Fredrik Bauer | Ski alpin                                                                        | Super-G hommes  | 14 janvier |
| Argent | Jonna Sundling | Ski de fond                                                                      | Sprint femmes   | 19 janvier |
| - Emmy Alasalmi - Kristin Andersson - Matildah Andersson - Sara Besseling - Lina Bäcklin - Johanna Eidensten | - Wilma Ekström - Maria Fuhrberg - Jessica Hjort - Rebecca Höglund - Anna Johansson - Anna Kjellbin | - Sabina Küller - Cajsa Lillbäck - Amanda Lindberg - Linn Petersson - Malin Wong |                 |            |

## Résultats

### Ski alpin

#### Hommes
| Athlète       | Épreuve      | Finale          | Finale          | Finale          | Finale          |
| Athlète       | Épreuve      | Manche 1        | Manche 2        | Total           | Rang            |
| ------------- | ------------ | --------------- | --------------- | --------------- | --------------- |
| Fredrik Bauer | Slalom       | 42 s 85         | 40 s 09         | 1 min 22 s 94   | 11              |
| Fredrik Bauer | Slalom géant | N'a pas terminé | N'a pas terminé | N'a pas terminé | N'a pas terminé |
| Fredrik Bauer | Super-G      |                 |                 | 1 min 04 s 57   | 2               |
| Fredrik Bauer | Combiné      | 1 min 04 s 08   | 38 s 58         | 1 min 42 s 66   | 6               |

#### Femmes
| Athlète              | Épreuve             | Finale           | Finale           | Finale           | Finale           |
| Athlète              | Épreuve             | Manche 1         | Manche 2         | Total            | Rang             |
| -------------------- | ------------------- | ---------------- | ---------------- | ---------------- | ---------------- |
| Magdalena Fjällström | Slalom              | N'a pas terminée | N'a pas terminée | N'a pas terminée | N'a pas terminée |
| Magdalena Fjällström | Slalom géant femmes | 57 s 14          | 59 s 45          | 1 min 56 s 59    | 5                |
| Magdalena Fjällström | Super-G             |                  |                  | 1 min 06 s 23    | 6                |
| Magdalena Fjällström | Combiné             | 1 min 05 s 23    | 35 s 59          | 1 min 40 s 82    | 1                |

### Biathlon

#### Hommes
| Athlète         | Épreuve   | Finale        | Finale  | Finale |
| Athlète         | Épreuve   | Temps         | Manqués | Rang   |
| --------------- | --------- | ------------- | ------- | ------ |
| Niklas Forsberg | Sprint    | 22 min 19 s 4 | 5       | 29     |
| Niklas Forsberg | Poursuite | 32 min 18 s 3 | 7       | 19     |
| Mattias Jonsson | Sprint    | 22 min 23 s 2 | 3       | 33     |
| Mattias Jonsson | Poursuite | 36 min 32 s 2 | 8       | 41     |

#### Femmes
| Athlète       | Épreuve   | Finale        | Finale  | Finale |
| Athlète       | Épreuve   | Temps         | Manqués | Rang   |
| ------------- | --------- | ------------- | ------- | ------ |
| Lotten Sjödén | Sprint    | 18 min 08 s 6 | 1       | 4      |
| Lotten Sjödén | Poursuite | 28 min 05 s 6 | 3       | 4      |
| Linn Persson  | Sprint    | 19 min 19 s 3 | 1       | 19     |
| Linn Persson  | Poursuite | 32 min 00 s 7 | 3       | 19     |

#### Mixte
| Athlète                                                    | Épreuve                           | Finale            | Finale  | Finale |
| Athlète                                                    | Épreuve                           | Temps             | Manqués | Rang   |
| ---------------------------------------------------------- | --------------------------------- | ----------------- | ------- | ------ |
| Linn Persson Lotten Sjödén Mattias Jonsson Niklas Forsberg | Relais mixte                      | 1 h 16 min 02 s 9 | 3+12    | 6      |
| Lotten Sjödén Jonna Sundling Niklas Forsberg Marcus Ruus   | Relais mixte ski de fond/biathlon | 1 h 06 min 07 s 9 | 0+9     | 6      |

### Ski de fond

#### Hommes
| Athlète     | Épreuve      | Finale        | Finale |
| Athlète     | Épreuve      | Temps         | Rang   |
| ----------- | ------------ | ------------- | ------ |
| Marcus Ruus | 10 km hommes | 31 min 02 s 7 | 10     |

#### Femmes
| Athlète        | Épreuve     | Finale        | Finale |
| Athlète        | Épreuve     | Temps         | Rang   |
| -------------- | ----------- | ------------- | ------ |
| Jonna Sundling | 5 km femmes | 15 min 45 s 9 | 9      |

#### Sprint
| Athlète        | Épreuve       | Qualification | Qualification | Quart de finale | Quart de finale | Demi-finale  | Demi-finale | Finale       | Finale |
| Athlète        | Épreuve       | Total         | Rang          | Total           | Rang            | Total        | Rang        | Total        | Rang   |
| -------------- | ------------- | ------------- | ------------- | --------------- | --------------- | ------------ | ----------- | ------------ | ------ |
| Marcus Ruus    | Sprint hommes | 1 min 46 s 9  | 13 Q          | 1 min 45 s 4    | 1 Q             | 1 min 45 s 7 | 2 Q         | 1 min 46 s 1 | 4      |
| Jonna Sundling | Sprint femmes | 1 min 55 s 57 | 2 Q           | 1 min 58 s 0    | 1 Q             | 1 min 58 s 4 | 1 Q         | 1 min 57 s 5 | 2      |

#### Mixte
| Athlète                                                  | Épreuve                           | Finale            | Finale | Finale |
| Athlète                                                  | Épreuve                           | Temps             | Misses | Rang   |
| -------------------------------------------------------- | --------------------------------- | ----------------- | ------ | ------ |
| Lotten Sjödén Jonna Sundling Niklas Forsberg Marcus Ruus | Relais mixte ski de fond/biathlon | 1 h 06 min 07 s 9 | 0+9    | 6      |

### Curling

#### Équipe mixte
Skip: Rasmus Wranå 

Third: Amalia Rudström 

Second: Jordan Wåhlin 

Lead: Johanna Heldin

##### Tour principal
| Groupe rouge    | Skip              | V | D |
| --------------- | ----------------- | - | - |
| Suède           | Rasmus Wranå      | 6 | 1 |
| Canada          | Thomas Scoffin    | 5 | 2 |
| Japon           | Shingo Usui       | 4 | 3 |
| Italie          | Amos Mosaner      | 4 | 3 |
| Grande-Bretagne | Duncan Menzies    | 3 | 4 |
| Russie          | Mikhail Vaskov    | 3 | 4 |
| Autriche        | Mathias Genner    | 2 | 5 |
| Allemagne       | Daniel Rothballer | 1 | 6 |

| D             | 1 | 2 | 3 | 4 | 5 | 6 | 7 | 8 | 9 | 10 | Total |
| ------------- | - | - | - | - | - | - | - | - | - | -- | ----- |
| Japon (Usui)  | 1 | 0 | 1 | 0 | 0 | 1 | 0 | 1 |   |    | 4     |
| Suède (Wranå) | 0 | 1 | 0 | 3 | 0 | 0 | 1 | 0 |   |    | 5     |

| C                         | 1 | 2 | 3 | 4 | 5 | 6 | 7 | 8 | 9 | 10 | Total |
| ------------------------- | - | - | - | - | - | - | - | - | - | -- | ----- |
| Suède (Wranå)             | 4 | 0 | 0 | 0 | 0 | 1 | 0 | 1 |   |    | 6     |
| Grande-Bretagne (Menzies) | 0 | 1 | 1 | 0 | 0 | 0 | 2 | 0 |   |    | 4     |

| B               | 1 | 2 | 3 | 4 | 5 | 6 | 7 | 8 | 9 | 10 | Total |
| --------------- | - | - | - | - | - | - | - | - | - | -- | ----- |
| Suède (Wranå)   | 1 | 0 | 1 | 0 | 1 | 1 | 0 | 1 |   |    | 5     |
| Russie (Vaskov) | 0 | 1 | 0 | 1 | 0 | 0 | 1 | 0 |   |    | 3     |

| A                 | 1 | 2 | 3 | 4 | 5 | 6 | 7 | 8 | 9 | 10 | Total |
| ----------------- | - | - | - | - | - | - | - | - | - | -- | ----- |
| Suède (Wranå)     | 2 | 1 | 0 | 0 | 0 | 1 | 1 | 0 |   |    | 5     |
| Italie (Mosander) | 0 | 0 | 1 | 2 | 2 | 0 | 0 | 2 |   |    | 7     |

| C                      | 1 | 2 | 3 | 4 | 5 | 6 | 7 | 8 | 9 | 10 | Total |
| ---------------------- | - | - | - | - | - | - | - | - | - | -- | ----- |
| Autriche (Brettbacher) | 0 | 2 | 3 | 0 | 0 | 0 | 0 | X |   |    | 5     |
| Suède (Wranå)          | 1 | 0 | 0 | 2 | 1 | 1 | 2 | X |   |    | 7     |

| D                | 1 | 2 | 3 | 4 | 5 | 6 | 7 | 8 | 9 | 10 | Total |
| ---------------- | - | - | - | - | - | - | - | - | - | -- | ----- |
| Suède (Wranå)    | 0 | 1 | 0 | 0 | 2 | 0 | 2 | 0 | 1 |    | 6     |
| Canada (Scoffin) | 1 | 0 | 1 | 0 | 0 | 1 | 0 | 2 | 0 |    | 5     |

| B                      | 1 | 2 | 3 | 4 | 5 | 6 | 7 | 8 | 9 | 10 | Total |
| ---------------------- | - | - | - | - | - | - | - | - | - | -- | ----- |
| Allemagne (Rothballer) | 1 | 1 | 0 | 1 | 0 | 1 | 0 | X |   |    | 4     |
| Suède (Wranå)          | 0 | 0 | 2 | 0 | 2 | 0 | 2 | X |   |    | 6     |

##### Quart de finale
| C                  | 1 | 2 | 3 | 4 | 5 | 6 | 7 | 8 | 9 | 10 | Total |
| ------------------ | - | - | - | - | - | - | - | - | - | -- | ----- |
| Suède (Wranå)      | 0 | 0 | 0 | 2 | 2 | 1 | 3 | X |   |    | 8     |
| Norvège (Skogvold) | 0 | 0 | 0 | 0 | 0 | 0 | 0 | X |   |    | 0     |

##### Demi-finale
| A                   | 1 | 2 | 3 | 4 | 5 | 6 | 7 | 8 | 9 | 10 | Total |
| ------------------- | - | - | - | - | - | - | - | - | - | -- | ----- |
| Suisse (BManchener) | 3 | 0 | 2 | 0 | 5 | 0 | X | X |   |    | 10    |
| Suède (Wranå)       | 0 | 1 | 0 | 2 | 0 | 1 | X | X |   |    | 4     |

##### Match pour la médaille de bronze
| B                | 1 | 2 | 3 | 4 | 5 | 6 | 7 | 8 | 9 | 10 | Total |
| ---------------- | - | - | - | - | - | - | - | - | - | -- | ----- |
| Canada (Scoffin) | 1 | 0 | 2 | 0 | 1 | 1 | 0 | 1 |   |    | 6     |
| Suède (Wranå)    | 0 | 1 | 0 | 3 | 0 | 0 | 0 | 0 |   |    | 4     |

#### Doubles mixtes
| Athlètes                                   | 16e de finale                                             | 8e de finale                                           | Quart de finale | Demi-finale   | Finale        | Rang |
| ------------------------------------------ | --------------------------------------------------------- | ------------------------------------------------------ | --------------- | ------------- | ------------- | ---- |
| Camilla Schnabel (AUT) Jordan Wåhlin (SWE) | Ina Roll Backe (NOR) Wang Jin Bo (CHN) DÉFAITE 7-8        | Non qualifiés                                          | Non qualifiés   | Non qualifiés | Non qualifiés |      |
| Johanna Heldin (SWE) Luke Steele (NZL)     | Angharad Ward (GBR) Markus Skogvold (NOR) VICTOIRE 9-8    | Marina Verenich (RUS) Korey Dropkin (USA) DÉFAITE 3-10 | Non qualifiés   | Non qualifiés | Non qualifiés |      |
| Amalia Rudström (SWE) Kevin Lehmann (GER)  | Eunbi Kim (KOR) Martin Sesaker (NOR) DÉFAITE 3-9          | Non qualifiés                                          | Non qualifiés   | Non qualifiés | Non qualifiés |      |
| Kerli Zirk (EST) Rasmus Wranå (SWE)        | Stine Haalien (NOR) Alexandr Korshunov (RUS) VICTOIRE 8-1 | Duncan Menzies (GBR) Taylor Anderson (USA) DÉFAITE 4-6 | Non qualifiés   | Non qualifiés | Non qualifiés |      |

### Patinage artistique

#### Hommes
| Athlète           | Épreuve    | Programme court | Programme court | Programme libre | Programme libre | Total  | Total |
| Athlète           | Épreuve    | Points          | Rang            | Points          | Rang            | Points | Rang  |
| ----------------- | ---------- | --------------- | --------------- | --------------- | --------------- | ------ | ----- |
| John-Olof Hallman | Individuel | 40,50           | 11              | 79,62           | 13              | 120,12 | 13    |

#### Femmes
| Athlète                 | Épreuve    | Programme court | Programme court | Programme libre | Programme libre | Total  | Total |
| Athlète                 | Épreuve    | Points          | Rang            | Points          | Rang            | Points | Rang  |
| ----------------------- | ---------- | --------------- | --------------- | --------------- | --------------- | ------ | ----- |
| Myrtel Saldéen Olofsson | Individuel | 33,57           | 14              | 58,97           | 14              | 92,54  | 14    |

#### Mixte
| Athlètes                                                                                      | Épreuve             | Hommes | Hommes | Hommes | Femmes | Femmes | Femmes | Danse sur glace | Danse sur glace | Danse sur glace | Total  | Total |
| Athlètes                                                                                      | Épreuve             | Score  | Rang   | Points | Score  | Rang   | Points | Score           | Rang            | Points          | Points | Rang  |
| --------------------------------------------------------------------------------------------- | ------------------- | ------ | ------ | ------ | ------ | ------ | ------ | --------------- | --------------- | --------------- | ------ | ----- |
| Équipe 5 Tino Olenius (FIN) Myrtel Saldeen Olofsson (SWE) Anna Yanovskaya/Sergey Mozgov (RUS) | Trophée par équipes | 82,50  | 6      | 3      | 64,16  | 7      | 2      | 84,55           | 1               | 8               | 13     | 6     |

### Ski acrobatique

#### Hommes
| Athlète    | Épreuve   | Qualification | Qualification | Quart de finale | Demi-finale | Finale   |
| Athlète    | Épreuve   | Temps         | Rang          | Rang            | Rang        | Rang     |
| ---------- | --------- | ------------- | ------------- | --------------- | ----------- | -------- |
| Axel Frost | Ski cross | 58 s 59       | 9             | Annulées        | Annulées    | Annulées |

#### Femmes
| Athlète        | Épreuve   | Qualification | Qualification | Quart de finale | Demi-finale | Finale   |
| Athlète        | Épreuve   | Temps         | Rang          | Rang            | Rang        | Rang     |
| -------------- | --------- | ------------- | ------------- | --------------- | ----------- | -------- |
| Malou Peterson | Ski cross | 1 min 10 s 15 | 12            | Annulées        | Annulées    | Annulées |

### Hockey sur glace

#### Femmes
| Numéro | Joueur             | Club                  | Position |
| ------ | ------------------ | --------------------- | -------- |
| 1      | Jessica Hjort      | Segeltorps IF         | G        |
| 30     | Sara Besseling     | Pursuit of Excellence | G        |
| 2      | Cajsa Lillbäck     | AIK IF                | D        |
| 3      | Wilma Ekström      | Leksands IF           | D        |
| 4      | Rebecca Höglund    | Segeltorps IF         | D        |
| 5      | Anna Kjellbin      | Linköpings HC         | D        |
| 6      | Lina Bäcklin       | Brynäs IF             | D        |
| 21     | Emmy Alasalmi      | AIK IF                | D        |
| 11     | Matildah Andersson | Linköpings HC         | A        |
| 12     | Sabina Küller      | AIK IF                | A        |
| 14     | Linn Petersson     | Leksands IF           | A        |
| 15     | Malin Wong         | Hällefors IK          | A        |
| 16     | Kristin Andersson  | Munksund-Skuthamn     | A        |
| 17     | Anna Johansson     | Malmö Redhawks        | A        |
| 18     | Amanda Lindberg    | Leksands IF           | A        |
| 19     | Maria Fuhrberg     | IF Sundsvall Hockey   | A        |
| 22     | Johanna Eidensten  | Ormsta HC             | A        |

##### 1ertour
| Légende                 |
| ----------------------- |
| Qualifié en demi-finale |

| Clt   | Équipe     | PJ | V | VP | D | DP | BP | BC | Diff | Pts |
| ----- | ---------- | -- | - | -- | - | -- | -- | -- | ---- | --- |
| +001, | Suède      | 4  | 4 | 0  | 0 | 0  | 43 | 0  | +43  | 12  |
| +002, | Autriche   | 4  | 3 | 0  | 1 | 0  | 22 | 6  | +16  | 9   |
| +003, | Allemagne  | 4  | 2 | 0  | 2 | 0  | 12 | 16 | -4   | 6   |
| +004, | Kazakhstan | 4  | 1 | 0  | 3 | 0  | 3  | 28 | -25  | 3   |
| +005, | Slovaquie  | 4  | 0 | 0  | 4 | 0  | 1  | 31 | -30  | 0   |

- Qualifié pour les demi-finales

| 13 janvier 2012 | Allemagne | 0-11 (0-3, 0-4, 0-4) | Suède | Tyrolean Ice Arena 263 spectateurs |

| Feuille de match | Feuille de match | Feuille de match                              | Feuille de match | Feuille de match                                 |
| ---------------- | ---------------- | --------------------------------------------- | --- | ------------------------------------------------ |
|                  |                  | 0–1 0–2 0–3 0–4 0–5 0–6 0–7 0–8 0–9 0–10 0–11 | 0 min 56 s – K. Andersson (M. Wong) 4 min 32 s – K. Andersson (J. Eidensten, M. Wong) 12 min 41 s – M. Andersson (L. Peterson, C. Lillback) 16 min 15 s – K. Andersson (J. Eidensten, M. Wong) 21 min 56 s – L. Peterson (C. Lillback, L. Backlin) (SN) 28 min 0 s – L. Peterson (M. Andersson, A. Lindberg) 29 min 50 s – L. Peterson (C. Lillback, L. Backlin) 32 min 40 s – A. Lindberg (M. Andersson, C. Lillback) 35 min 21 s – A. Lindberg (L. Backlin) 39 min 30 s – E. Alasalmi (L. Peterson) 41 min 9 s – J. Eidensten (A. Kjellbin) | Arbitrage : Ceci Morris Taru Tanhua Trine Viskum |
| Meike Krimphove  | Gardiens         | Sara Besseling                                | | Arbitrage : Ceci Morris Taru Tanhua Trine Viskum |
| 6 min            | Pénalités        | 8 min                                         | | Arbitrage : Ceci Morris Taru Tanhua Trine Viskum |
| 14               | Tirs             | 45                                            | | Arbitrage : Ceci Morris Taru Tanhua Trine Viskum |

| 15 janvier 2012 | Suède | 17-0 (2–0, 10–0, 5–0) | Kazakhstan | Tyrolean Ice Arena 553 spectateurs |

| Feuille de match         | Feuille de match | Feuille de match                                                            | Feuille de match | Feuille de match                                            |
| ------------------------ | --- | --------------------------------------------------------------------------- | ---------------- | ----------------------------------------------------------- |
|                          | A. Lindberg (L. Peterson) – 0 min 30 s W. Ekstrom (M. Fuhrberg) – 11 min 4 s C. Lillback – 15 min 35 s A. Johansson (S. Kuller, M. Fuhrberg) – 15 min 58 s L. Peterson (A. Lindberg) – 16 min 45 s L. Peterson (L. Backlin, C. Lillback) – 17 min 0 s M. Wong (K. Andersson) – 18 min 16 s K. Andersson (A. Kjellbin) – 19 min 50 s E. Alasalmi (K. Andersson) (SN) – 22 min 23 s L. Peterson (M. Andersson) – 23 min 48 s S. Kuller – 26 min 7 s M. Wong (E. Alasalmi) – 29 min 49 s J. Eidensten (K. Andersson) – 31 min 58 s L. Peterson (A. Lindberg) – 33 min 18 s A. Kjellbin (S. Kuller) – 37 min 28 s A. Kjellbin (A. Johansson) – 39 min 41 s J. Eidensten (E. Alasalmi) – 40 min 51 s | 1–0 2–0 3–0 4–0 5–0 6–0 7–0 8–0 9–0 10–0 11–0 12–0 13–0 14–0 15–0 16–0 17–0 |                  | Arbitrage : Zuzana Findurova Nikola Dvorakova Mirjam Gruber |
| Jessica Wahlstrom Hjorth | Gardiens | Anastassiya Ogay                                                            |                  | Arbitrage : Zuzana Findurova Nikola Dvorakova Mirjam Gruber |
| 4 min                    | Pénalités | 6 min                                                                       |                  | Arbitrage : Zuzana Findurova Nikola Dvorakova Mirjam Gruber |
| 83                       | Tirs | 2                                                                           |                  | Arbitrage : Zuzana Findurova Nikola Dvorakova Mirjam Gruber |

| 17 janvier | Autriche | 0-3 (0–2, 0–0, 0–1) | Suède | Tyrolean Ice Arena 432 spectateurs |

| Feuille de match        | Feuille de match | Feuille de match        | Feuille de match | Feuille de match                                   |
| ----------------------- | ---------------- | ----------------------- | --- | -------------------------------------------------- |
|                         |                  | 0–1 0–2 0–3             | 12 min 31 s - A. Lindberg (M. Wong, A. Johansson) 14 min 44 s - A. Kjellbin (L. Peterson) (SN) 32 min 46 s - K. Andersson (A. Kjellbin) | Arbitrage : Ceci Morris Mirjam Gruber Trine Viskum |
| Paula Camilla Marchhart | Gardiens         | Jessica Wahlström Hjort | | Arbitrage : Ceci Morris Mirjam Gruber Trine Viskum |
| 14 min                  | Pénalités        | 35 min                  | | Arbitrage : Ceci Morris Mirjam Gruber Trine Viskum |
| 11                      | Tirs             | 54                      | | Arbitrage : Ceci Morris Mirjam Gruber Trine Viskum |

| 18 janvier 2012 | Suède | 12-0 (7–0, 4–0, 1–0) | Slovaquie | Tyrolean Ice Arena 589 spectateurs |

| Feuille de match | Feuille de match | Feuille de match                                   | Feuille de match | Feuille de match                                  |
| ---------------- | --- | -------------------------------------------------- | ---------------- | ------------------------------------------------- |
|                  | J. Eidensten (A. Johansson) (SN) – 3 min 22 s A. Kjellbin (K. Andersson) – 4 min 56 s M. Wong (R. Hoglund, W. Ekstrom) – 6 min 31 s M. Wong (R. Hoglund) – 6 min 54 s C. Lillback – 7 min 8 s S. Kuller (M. Andersson, C. Lillback) – 7 min 50 s M. Wong (E. Alasalmi) – 9 min 20 s K. Andersson (W. Ekstrom) – 17 min 53 s C. Lillback (S. Kuller, L. Backlin) (IN) – 21 min 13 s M. Wong (R. Hoglund) – 29 min 10 s K. Andersson (M. Andersson, S. Kuller) – 29 min 51 s S. Kuller (K. Andersson, A. Kjellbin) – 33 min 37 s | 1–0 2–0 3–0 4–0 5–0 6–0 7–0 8–0 9–0 10–0 11–0 12–0 |                  | Arbitrage : Meghan Mallette HUI Wang Trine Viskum |
| Sara Besseling   | Gardiens | Romana Kiapesova                                   |                  | Arbitrage : Meghan Mallette HUI Wang Trine Viskum |
| 4 min            | Pénalités | 2 min                                              |                  | Arbitrage : Meghan Mallette HUI Wang Trine Viskum |
| 80               | Tirs | 1                                                  |                  | Arbitrage : Meghan Mallette HUI Wang Trine Viskum |

##### Demi-finale
| 20 janvier 2012 | Suède | 11-0 (2–0, 5–0, 4–0) | Kazakhstan | Tyrolean Ice Arena 713 spectateurs |

| Feuille de match         | Feuille de match | Feuille de match                              | Feuille de match | Feuille de match                                  |
| ------------------------ | --- | --------------------------------------------- | ---------------- | ------------------------------------------------- |
|                          | S. Kuller (M. Andersson, C. Lillback) – 0 min 13 s M. Fuhrberg (M. Andersson) – 7 min 5 s A. Kjellbin (W. Ekstrom, A. Lindberg) (SN) – 17 min 17 s M. Andersson (K. Andersson) – 17 min 52 s M. Wong (E. Alasalmi, W. Ekstrom) (IN) – 21 min 56 s S. Kuller (E. Alasalmi, K. Andersson) – 28 min 18 s M. Fuhrberg (J. Eidensten, A. Johansson) – 29 min 55 s J. Eidensten (M. Andersson, C. Lillback) (IN) – 35 min 23 s L. Backlin (A. Johansson, J. Eidensten) (IN) – 35 min 53 s A. Lindberg – 36 min 46 s A. Lindberg (A. Kjellbin) – 41 min 24 s | 1–0 2–0 3–0 4–0 5–0 6–0 7–0 8–0 9–0 10–0 11–0 |                  | Arbitrage : Ceci Morris Nikola Dvorakova HUI Wang |
| Jessica Wahlstrom Hjorth | Gardiens | Anastassiya Ogay                              |                  | Arbitrage : Ceci Morris Nikola Dvorakova HUI Wang |
| 10 min                   | Pénalités | 6 min                                         |                  | Arbitrage : Ceci Morris Nikola Dvorakova HUI Wang |
| 74                       | Tirs | 1                                             |                  | Arbitrage : Ceci Morris Nikola Dvorakova HUI Wang |

##### Finale
| 22 janvier 2012 | Suède | 3-0 (1-0, 1-0, 1-0) | Autriche | Tyrolean Ice Arena 1 095 spectateurs |

| Feuille de match | Feuille de match | Feuille de match        | Feuille de match | Feuille de match                                   |
| ---------------- | --- | ----------------------- | ---------------- | -------------------------------------------------- |
|                  | E. Alasalmi (A. Lindberg, M. Wong) (SN) – 13 min 20 s L. Backlin (R. Hoglund) (SN) - 29 min 50 s E. Alasalmi (J. Eidensten) - 37 min 7 s | 1-0 2-0 3-0             |                  | Arbitrage : Kaisa Ketonen Taru Tanhua Trine Viskum |
| Sara Besseling   | Gardiens | Paula Camilla Marchhart |                  | Arbitrage : Kaisa Ketonen Taru Tanhua Trine Viskum |
| 4 min            | Pénalités | 14 min                  |                  | Arbitrage : Kaisa Ketonen Taru Tanhua Trine Viskum |
| 28               | Tirs | 11                      |                  | Arbitrage : Kaisa Ketonen Taru Tanhua Trine Viskum |

### Snowboard

#### Hommes
| Athlète                  | Épreuve    | Qualification | Qualification | Qualification | Demi-finale  | Demi-finale  | Demi-finale  | Finale       | Finale       | Finale |
| Athlète                  | Épreuve    | Manche 1      | Manche 2      | Rang          | Manche 1     | Manche 2     | Rang         | Manche 1     | Manche 2     | Rang   |
| Athlète                  | Épreuve    | Score         | Score         | Rang          | Score        | Score        | Rang         | Score        | Score        | Rang   |
| ------------------------ | ---------- | ------------- | ------------- | ------------- | ------------ | ------------ | ------------ | ------------ | ------------ | ------ |
| Ludvig Ahlstedt Billtoft | Half-pipe  | 35,50         | 38,00         | 11            | Non qualifié | Non qualifié | Non qualifié | Non qualifié | Non qualifié | 26     |
| Ludvig Ahlstedt Billtoft | Slopestyle | 73,75         | 43,50         | 5             |              |              |              | 44,75        | 55,50        | 12     |

### Patinage de vitesse

#### Hommes
| Athlète           | Épreuve       | Finale | Finale |
| Athlète           | Épreuve       | Temps  | Rang   |
| ----------------- | ------------- | ------ | ------ |
| Nils van der Poel |               |        |        |
| 1500 mètres       | 2 min 02 s 84 | 7      |        |
| 3000 mètres       | 4 min 15 s 53 | 5      |        |
| Départ groupé     | 7 min 14 s 66 | 9      |        |